# Gonwar, Lingsugur
Gonwar là một làng thuộc tehsil Lingsugur, huyện Raichur, bang Karnataka, Ấn Độ.